# Daniela Lindemeier
Daniela Lindemeier, née le 3 juillet 1992 à Windhoek, est une nageuse namibienne. 

## Carrière
Daniela Lindemeier obtient trois médailles de bronze aux Jeux africains de 2015 à Brazzaville, sur 50, 100 et 200 mètres brasse ; elle est également quatrième de la finale du 200 mètres papillon.